# Mosela (departamento)
Mosela (57; en francés, Moselle) es un departamento francés situado en la región de Gran Este. Debe su nombre al río que lo atraviesa, el Mosela.

## Geografía
El departamento de Mosela limita al este con el Bajo Rin, al suroeste con Meurthe y Mosela, al noroeste con Luxemburgo y al noreste con Alemania (estados federados de Sarre y Renania-Palatinado).
Las ciudades principales, además de la capital Metz, son Boulay-Moselle, Château-Salins, Forbach, Sarreburgo, Sarreguemines y Thionville.
El suelo presenta muchas cadenas de colinas de alturas desiguales de 100 a 195 m, y unas están rematadas de bosques y otras sólo producen retamas, jaras y helechos; algunas mesetas se dedican al cultivo.
El departamento del Mosela, situado casi exclusivamente sobre la cuenca del río al que debe su nombre, no tiene más que una sola pendiente general de sur a norte, y el río Mosela corre por él en la dirección de la pendiente general de sur a norte y pasa por las poblaciones de Metz y Thionville, sin recibir otro afluente notable más que el Seille.

### Fauna
En los bosques hay mucha caza mayor y menor abundantes en lobos, zorros, comadrejas, tejones y gatos monteses, con pocos jabalíes.
En el río Mosela abundan el barbo, la anguila, la tenca, el sollo, la carpa, el gobio y toda clase de pescados blancos. En el Sarre y también en el Mosela se pescan salmones, sábalos y lampreas. Los cangrejos del Sarre son muy estimados. También en el Mosela se cría la breca, pescado pequeño, cuyas escamas argentinas sirven para fabricar las perlas falsas.
El departamento del Mosela ofrece muchas ventajas a la cría de abejas, y la miel de Mosela es muy estimada, a pesar de no igualar a las de Narbona y el Gatines.

### Flora
El reino vegetal no presenta particularidad alguna, a excepción de afirmar que la esencia dominante de los bosques es el roble.

## Demografía
El gentilicio para los habitantes de Mosela es Mosellans.
Mosela es un departamento densamente poblado, cuyo desarrollo industrial ha hecho aparecer numerosas ciudades medias. Aparte de Metz, la ciudad principal que posee una larga historia, y cuya aglomeración se extiende cada vez más a lo largo del Mosela, otras grandes aglomeraciones son Thionville y Forbach, que deben su importancia a la hulla y a la siderurgia. Es lo que explica también el retroceso de estas ciudades a partir de los años 1970, con la desindustrialización. Thionville parece hoy haber conseguido su reconversión y encontrado el crecimiento (la ciudad se beneficia de su proximidad con el Gran Ducado de Luxemburgo, que proporciona numerosos empleos). El oeste de su aglomeración, así como la aglomeración de Forbach, están aún en una relativa decadencia.
| 1906    | 1911    | 1921    | 1926      | 1931      | 1936      | 1946      |
| ------- | ------- | ------- | --------- | --------- | --------- | --------- |
| --      | --      | 589.120 | 633.461   | 693.408   | 696.246   | 622.145   |
| 1954    | 1962    | 1968    | 1975      | 1982      | 1990      | 1999      |
| 769.388 | 919.412 | 971.314 | 1.006.373 | 1.007.189 | 1.011.302 | 1.023.447 |

Las principales ciudades son (datos del censo de 1999):
- Metz: 123.776 habitantes, 322.526 en la aglomeracìón urbana, cuyas límites desbordan el departamento.
- Thionville: 40.907 habitantes, 130.480 en la aglomeración urbana.
- Sarreguemines: 23.202 habitantes, 30.236 en la parte francesa de la aglomeración urbana.
- Forbach: 22.807 habitantes, 92.845 en la parte francesa de la aglomeración urbana.
- Saint-Avold: 16.922 habitantes, 37.236 en la parte francesa de la aglomeración urbana.

Entre estas grandes aglomeraciones se ha desarrollado una red de ciudades secundarias, sobre todo en el norte (Sarreguemines, Saint-Avold). El sur del departamento (que formó antaño parte del Meurthe), sigue teniendo un carácter más rural; la única ciudad importante allí es Sarreburgo.
Después de haber experimentado un enorme crecimiento demográfico en los años 1950 y 1960, pasando de 622.145 habitantes en 1946 a 971.314 en 1968, Mosela ha conocido un saldo migratorio negativo, aunque el excedente natural lo ha compensado, de manera que la población total ha seguido aumentando ligera pero regularmente, superando en adelante el millón de habitantes.

## Personas destacadas
Este departamento es patria del mariscal Fabert, Le Duchat y Ancillon.
Tres ministros de Francia nacieron en este departamento:
- Bouchote, que fue ministro de la República en los tiempos de la Revolución.
- Barbé-Marbois, que fue ministro en tiempos del Imperio napoleónico.
- De Serre, que fue ministro de la Restauración de 1815.